# Akhil Sharma
Akhil Sharma (né le 22 juillet 1971 à Delhi) est un écrivain et professeur indo-américain.
Il a reçu en 2016 le Prix littéraire international de Dublin pour son roman Notre famille (Family Life).

## Biographie
Né à Delhi en Inde, il émigre aux États-Unis à l'âge de 8 ans. Il rentre à l'Université Princeton à 18 ans, puis devient banquier d'investissements. Il finit par démissionner pour se lancer dans l'écriture.
Il publie des histoires dans The New Yorker, The Atlantic Monthly, The Quarterly, Fiction, the Best American Short Stories. Son histoire Cosmopolitain sert de base au scénario du film du même nom sorti en 2003.
Alors qu'Akhil n'avait que 10 ans, son frère ainé a eu un accident dans une piscine qui le laisse dans un long coma; ce traumatisme est à l'origine de son roman semi-biographique Family Life, récompensé par plusieurs prix.

## Autres
- 2013 : Butter, The New Yorker

## Distinctions
- 2001 : PEN/Hemingway Award pour An Obedient Father
- 2014 : Ten best books du New York Magazine pour Family Life[5]
- 2015 : Folio Prize winner pour Family Life
- 2016 : DSC Prize for South Asian Literature shortlist pour Family Life[6]
- 2016 : International IMPAC Dublin Literary Award pour Family Life